# Samice (wieś)
Samice – wieś w Polsce położona w województwie łódzkim, w powiecie skierniewickim, w gminie Skierniewice.
W latach 1975–1998 miejscowość administracyjnie należała do województwa skierniewickiego.

## Historia
Samice to historyczna wieś położona wzdłuż drogi do Kamiona, zamykająca od południa ciąg jednolitej zabudowy lewostronnego obrzeża pradoliny Rawki. Zachowało się kilka drewnianych domów z przełomu wieków XIX i XX oraz murowany budynek w stylu dworkowym z wejściem osłoniętym trójkątnym szczytem, podpartym dwiema parami toskańskich kolumn. Osadnictwo tych terenów sięga neolitu, o czym świadczy odkrycie w pobliżu wsi cmentarzyska całopalnego sprzed 2200 lat.
26/27 czerwca 1410 r. w okolicy Samic obozowały chorągwie małopolskie, udające się wraz z Jagiełłą pod Grunwald, na rozprawę z Krzyżakami, o czym Jan Długosz tak zapisał w swojej kronice: ...król polski Władysław... w sobotę przybył do arcybiskupiej kopalni rudy żelaznej i do wielkiego stawu rybnego zwanego Sejmice. Tam piorun zabił kilka koni i jednego człowieka, a drugiego pozostawił pół żywego. Misę w namiocie rycerza Dobiesława z Oleśnicy pełną gotowanych ryb zniszczył doszczętnie w obecności wielkiej liczby spożywających posiłek przy stole....